# Otto Blixt
Otto Blixt, född 1904 i Vännebo, Grangärde socken, nära Skattlösberg, död 1971 på samma plats, var hembygdsforskare, skogsförman och en av Dan Andersson-sällskapets grundare. Han var även en av initiativtagarna till Finngammelgården, Luosastugans bevarande och Skattlösbergs bygdegille. Otto Blixts samlingar av bruksföremål från finnmarken finns på Finngammelgården i Skattlösberg.